# ميرسيد (كاليفورنيا)
ميرسيد هي مقر المقاطعة لمقاطعة ميرسيد في سان هواكين فالي.

## التركيبة السكانية
حدّد مكتب تعداد الولايات المتحدة بيانات التركيبة السكانية لميرسيد في تعداد الولايات المتحدة. في ما يلي، التركيبة السكانية حسب تعدادي 2000 و2010.

### تعداد عام 2000
بلغ عدد سكان ميرسيد 63,893 نسمة بحسب تعداد عام 2000، وبلغ عدد الأسر 20,435 أسرة وعدد العائلات 14,632 عائلة مقيمة في المدينة. في حين سجلت الكثافة السكانية 1,060.8 نسمة لكل كيلومتر مربع (2,747.5/ميل2). وبلغ عدد الوحدات السكنية 21,532 وحدة بمتوسط كثافة قدره 357.5 لكل كيلومتر مربع (925.9/ميل2).
وتوزع التركيب العرقي للمدينة بنسبة 52.40% من البيض و6.33% من الأمريكيين الأفارقة و1.28% من الأمريكيين الأصليين و11.37% من الأمريكيين ذوي الأصول الآسيوية و0.21% من سكان جزر المحيط الهادئ و23.18% من الأعراق الأخرى و5.22% من عرقين مختلطين أو أكثر و41.36% من الهسبانيون أو اللاتينيون من أي عرق.
بلغ عدد الأسر 20,435 أسرة كانت نسبة 47.2% منها لديها أطفال تحت سن الثامنة عشر تعيش معهم، وبلغت نسبة الأزواج القاطنين مع بعضهم البعض 47.2% من أصل المجموع الكلي للأسر، ونسبة 18.2% من الأسر كان لديها معيلات من الإناث دون وجود شريك، بينما كانت نسبة 6.2% من الأسر لديها معيلون من الذكور دون وجود شريكة وكانت نسبة 28.4% من غير العائلات. تألفت نسبة 22.6% من أصل جميع الأسر من عدة أفراد يعيشون في نفس المنزل ونسبة 8.5% كانت تتألف من شخص يعيش بمفرده يبلغ من العمر 65 عاماً أو أكثر. وبلغ متوسط حجم الأسرة المعيشية 3.06، أما متوسط حجم العائلات فبلغ 3.62.
بلغ العمر الوسطي للسكان 27.8 عاماً. وكانت نسبة 34.5% من القاطنين تحت سن الثامنة عشر، وكانت نسبة 11% بين الثامنة عشر والرابعة والعشرين عاماً، ونسبة 26.6% كانت واقعةً في الفئة العمرية ما بين الخامسة والعشرين والرابعة والأربعين عاماً، ونسبة 16.8% كانت ما بين الخامسة والأربعين والرابعة والستين، ونسبة 8.9% كانت ضمن فئة الخامسة والستين عاماً فما فوق. يوجد لكل 100 أنثى 94.3 ذكر، ويوجد لكل 100 أنثى في الثامنة عشر من عمرها فما فوق 90.4 ذكر.
بلغ متوسط دخل الأسرة في المدينة 30,429 دولارًا، أما متوسط دخل العائلة فبلغ 32,470 دولارًا. وكان متوسط دخل الذكور 31,725 دولارًا مقابل 24,492 دولارًا للإناث. وسجل دخل الفرد الخاص بالمدينة 13,115 دولارًا. وكانت نسبة 22.4% من العائلات ونسبة 27.9% من السكان تحت خط الفقر، وكان من هؤلاء نسبة 37.1% تحت سن الثامنة عشر ونسبة 10.1% في الخامسة والستين من العمر وما فوق.

### تعداد عام 2010
بلغ عدد سكان ميرسيد 78,958 نسمة بحسب تعداد عام 2010، وبلغ عدد الأسر 24,899 أسرة وعدد العائلات 17,820 عائلة مقيمة في المدينة. في حين سجلت الكثافة السكانية 1,310.9 نسمة لكل كيلومتر مربع (3,395.2/ميل2). وبلغ عدد الوحدات السكنية 27,446 وحدة بمتوسط كثافة قدره 455.7 لكل كيلومتر مربع (1,180.3/ميل2).
وتوزع التركيب العرقي للمدينة بنسبة 52.15% من البيض و6.28% من الأمريكيين الأفارقة و1.46% من الأمريكيين الأصليين و11.83% من الأمريكيين ذوي الأصول الآسيوية و0.22% من سكان جزر المحيط الهادئ و22.55% من الأعراق الأخرى و5.51% من عرقين مختلطين أو أكثر و49.57% من الهسبانيون أو اللاتينيون من أي عرق.
بلغ عدد الأسر 24,899 أسرة كانت نسبة 46.1% منها لديها أطفال تحت سن الثامنة عشر تعيش معهم، وبلغت نسبة الأزواج القاطنين مع بعضهم البعض 44% من أصل المجموع الكلي للأسر، ونسبة 19.8% من الأسر كان لديها معيلات من الإناث دون وجود شريك، بينما كانت نسبة 7.8% من الأسر لديها معيلون من الذكور دون وجود شريكة وكانت نسبة 28.4% من غير العائلات. تألفت نسبة 21.5% من أصل جميع الأسر من عدة أفراد يعيشون في نفس المنزل ونسبة 7.3% كانت تتألف من شخص يعيش بمفرده يبلغ من العمر 65 عاماً أو أكثر. وبلغ متوسط حجم الأسرة المعيشية 3.13، أما متوسط حجم العائلات فبلغ 3.65.
بلغ العمر الوسطي للسكان 28.1 عاماً. وكانت نسبة 31.8% من القاطنين تحت سن الثامنة عشر، وكانت نسبة 13.3% بين الثامنة عشر والرابعة والعشرين عاماً، ونسبة 26.6% كانت واقعةً في الفئة العمرية ما بين الخامسة والعشرين والرابعة والأربعين عاماً، ونسبة 19.6% كانت ما بين الخامسة والأربعين والرابعة والستين، ونسبة 8.8% كانت ضمن فئة الخامسة والستين عاماً فما فوق. وتوزع التركيب الجنسي للسكان بنسبة 49.1% ذكور و50.9% إناث.

## توأمة
لميرسيد (كاليفورنيا) اتفاقيات توأمة مع كل من:
- ألبوري
- سوموتو، نيكاراغوا [الإنجليزية]‏

## أعلام
- بوبي هاتشينز
- راي ألين
- ديانا سيرا كاري
- برايان فوينتيس
- جانيت لي
- بروس بوين